# Planiols-Benasques
Planiols-Benasques este o arie protejată (arie de protecție specială avifaunistică — SPA) din Spania întinsă pe o suprafață de 2.004,74 ha, integral pe uscat.

## Localizare
Centrul sitului Planiols-Benasques este situat la coordonatele 40°10′41″N 0°03′55″E / 40.1781°N 0.0653°E.

## Înființare
Situl Planiols-Benasques a fost declarat arie de protecție specială avifaunistică în iunie 2009 pentru a proteja 8 specii de animale.

## Biodiversitate
Situată în ecoregiunea mediteraneană, aria protejată conține 2 habitate naturale: Păduri de Quercus ilex și Quercus rotundifolia, Tufărișuri termo-mediteraneene și de pre-deșert.
La baza desemnării sitului se află mai multe specii protejate de  păsări (8): caprimulg (Caprimulgus europaeus), șerpar (Circaetus gallicus), erete cenușiu (Circus pygargus), Galerida theklae, acvilă pitică (Hieraaetus pennatus), ciocârlie de pădure (Lullula arborea), Oenanthe leucura, silvie de tufiș (Sylvia undata).